# 민타카
민타카(Mintaka), 오리온자리 델타(δ Ori), 오리온자리 34는 지구로부터 오리온자리 방향으로 약 1,200 광년 떨어져 있는 다중성이다. 알니타크, 알닐람과 함께 오리온의 허리띠의 구성원이며 고대 여러 문명권에서 많은 이름들로 불려 왔다. 북반구 거주자가 남쪽 하늘을 바라보는 시점에서, 오리온자리가 자오선에 가까워질 때 오리온의 허리띠 세 별 중 가장 오른쪽에 있는 것이 민타카이다.

## 이름
'오리온자리 델타'는 바이어 명명법, '오리온자리 34'는 플램스티드 명명법에 따른 명칭이다. 애칭 '민타카'는 아랍어 단어로 '허리띠'를 뜻하는 منطقة (만타가)에서 유래한 이름이다. 2016년 국제천문연맹은 항성의 고유명칭을 정리, 표준화 할 목적으로 항성명칭심의회를 조직했다. 2016년 7월 위원회는 '민타카' 이름을 공식 고유명칭으로 결정하였으며 국제천문연맹 항성명칭목록(IAU Catalog of Star Names)에 등재되었다.

## 관측 역사
민타카는 오리온의 허리띠 세 별 중 제일 오른쪽에 있다. 민타카는 밤하늘에서 밝게 보이는 별들 중 하나로 맨눈으로 쉽게 볼 수 있어 오래 전부터 인류에게 잘 알려진 별이었다.
프랑스 천문학자 앙리 델랑드르는 파리 천문대에서 민타카의 시선속도에 나타나는 변동을 발견, 이 별이 분광쌍성임을 증명했다. 델랑드르는 쌍성의 공전주기를 1.92일로 계산했는데 1904년 독일 물리학자 요하네스 프란츠 하트만은 포츠담 천문대에서 사진건판을 이용하여 보다 정확한 공전주기가 5.7일임을 알아냈다. 하트만은 항성 스펙트럼 중 393.4 나노미터 파장대의 칼슘 K선이 항성의 움직임에 따른 주기적 진동을 보이지 않음을 발견했다. 그는 민타카 방향으로 칼슘 성분을 포함한 구름 하나가 있으리라고 가설을 세웠는데 이는 성간매질을 최초로 발견한 것이었다.

## 항성계
민타카는 가장 밝은 주인별 A, 주인별로부터 약 52초각 떨어져 있는 겉보기 등급 7의 짝별 HD 36485, 이 둘 사이에 있는 제일 어두운 짝별 B의 총 셋으로 이루어진 다중성계이다.
주인별 민타카 A는 Aa1, Aa2, Ab 세 개의 별로 이루어진 삼중성계이다. 분광형 O9.5의 밝은 거성 Aa1과 분광형 B의 주계열성인 Aa2가 Aa를 구성하는데 이들은 5.73일 주기로 서로의 질량중심을 1회 공전하고 있다. 둘은 공전을 하면서 상대를 일부 가리는데 이 때 겉보기 등급이 0.2 정도 어두워진다. B 분광형의 준거성 Ab는 이 둘로부터 0.26" 떨어져 있다. Aa를 Ab가 가리면서 전체 밝기는 2.23에서 2.35까지 떨어지나 반대로 Ab를 Aa가 가릴 때에는 2.23에서 2.19로 크게 어두워지지 않는다.
짝별 HD 36485 또는 민타카 C는 분광쌍성으로 겉보기 등급 7의 B형 주계열성과 A 분광형의 어두운 별이 30일 주기로 서로를 공전하고 있다.
제2의 짝별로 추정되는 겉보기 등급 14의 민타카 B는 주인별 A로부터 떨어진 거리가 HD 36485와 거의 비슷하다. 그러나 B가 주인별과 물리적으로 묶여 있는지는 정확히 알려져 있지 않다.
민타카는 어두운 별들로 이루어진 성단에 둘러싸여 있는데 이 성단은 오리온자리 시그마를 둘러싼 성단의 일부일 가능성이 있다.
성표에 따라 민타카 항성계 구성원 표기 기호에 차이가 있어 혼란을 준다. 민타카 Ab의 경우 민타카 B 또는 D로 표기가 일치하지 않은데 예를 들어 SIMBAD는 Ab를 민타카 B로 표기하고 있다.

## 거리
히파르코스 위성의 시차측정으로 나온 민타카까지의 거리는 약 691 ± 98 광년임에 비해 분광기로 측정한 거리, 비슷한 항성들과의 비교, 성단 구성원 등을 통해 나온 값은 히파르코스의 두 배 이상 먼 것으로 나왔다.  이렇게 두 측정값 사이에 편차가 막대한 이유는 아직까지 명확히 밝혀지지 않았다.

## 어원과 문화적 특기사항
과거 점성술사들은 민타카를 '행운을 가져다 주는 별'로 여겼다.

### 오리온의 허리띠

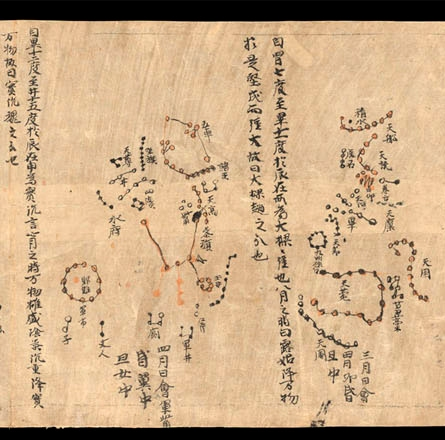
둔황 성도(星圖) 중 오리온자리 부분.

민타카를 포함한 오리온의 허리띠 구성원 셋은 여러 문화권에서 고대로부터 다양한 이름들로 불려 왔다.
오리온의 허리띠는 이십팔수 중 삼수(중국어 간체자: 参宿, 정체자: 參宿, 병음: Shēn Xiù)에 속해 있으며 서방백호 7수(宿) 중 하나에 속해 있기도 하다.
아랍권에서 부르는 명칭으로는 '알 니자드'(허리띠), '알 나사크'(선), '알 알카트'(황금 낟알/열매), 현대 아랍어의 '알 미잔 알 하크'(정확한 저울대) 등이 있다. 중국 신화에서도 허리띠 구성원들이 저울대로 등장한다.
기독교가 전파되기 전 스칸디나비아 문화권에서 오리온의 띠는 프리그 또는 프레이야의 실감개대를 상징했다. '야곱의 지팡이'와 '베드로의 지팡이'는 '세 마리아', '세 왕'과 함께 유럽의 기독교 문화권에서 부르던 이름이었다. '배이내뫼이넨의 낫'과 '칼레반의 칼'은 핀란드 신화에서 유래한 이름이다.
북서부 멕시코의 세리 족(族)은 오리온 허리띠를 하프즈(사냥꾼)로, 띠를 구성하는 세 별을 각각 하프(뮬사슴), 하모자(가지뿔영양), 모제트(큰뿔야생양)로 불렀다. 이들 중 가운데에 있는 하프가 사냥꾼에게 죽음을 당하여 그 핏방울이 티뷰론 섬에 떨어져 오고 있다고 한다.
스페인과 포르투갈에서는 오리온 띠를 스페인어와 포르투갈어로 각각 Las Tres Marías, As Três Marias 로 부르는데 이는 예수의 무덤을 찾아갔던 세 마리아를 가리킨다.
기독교 천체 신화에서 민타카는 별을 쫓아 베들레헴으로 찾아 온 동방 박사 세 사람(카스파, 멜카이어, 벨사사르) 중 세 번째를 상징하기도 한다.

## 이름 차용 사례
- 미 해군의 크레이터급 화물선 USS 민타카 (AK-94)는 이 항성의 이름을 붙인 것이다.